# Selin Kahraman
Selin Kahraman (* 1. Januar 1995 in Ankara) ist eine türkische Schauspielerin.

## Leben und Karriere
Selin Kahraman wurde am 1. Januar 1995 in Ankara geboren. Sie studierte an der Hacettepe-Universität. Ihr Debüt gab sie 2020 in der Fernsehserie Beni Bırakma. Im selben Jahr trat sie in Bay Yanlış auf. 2021 spielte sie in der Serie Yesilçam: Bir Sinema Hayvanı mit. Anschließend bekam sie 2022 in der Serie The Choice die Hauptrolle. Außerdem wurde Kahraman 2023 für die Serie Aldatmak gecastet.

## Filmografie
Serien
- 2020: Beni Bırakma
- 2020: Bay Yanlış
- 2021: Yesilçam: Bir Sinema Hayvanı
- 2022: The Choice
- 2023: Aldatmak